# Pasaje Gutiérrez
El pasaje Gutiérrez es una galería comercial cubierta de la ciudad de Valladolid inaugurada en 1886, situado entre las calles Fray Luis de León y Castelar. Este tipo de galerías surgen en París como consecuencia de la revolución industrial del siglo XIX. Fueron concebidos como pasadizos que servían de comunicación entre calles concurridas y destinados a ampliar espacio para el comercio. En España el pasaje Gutiérrez, junto con el pasaje de Lodares de Albacete y el pasaje del Ciclón de Zaragoza, son los 3 únicos ejemplos que quedan de este tipo de galerías.

## Historia

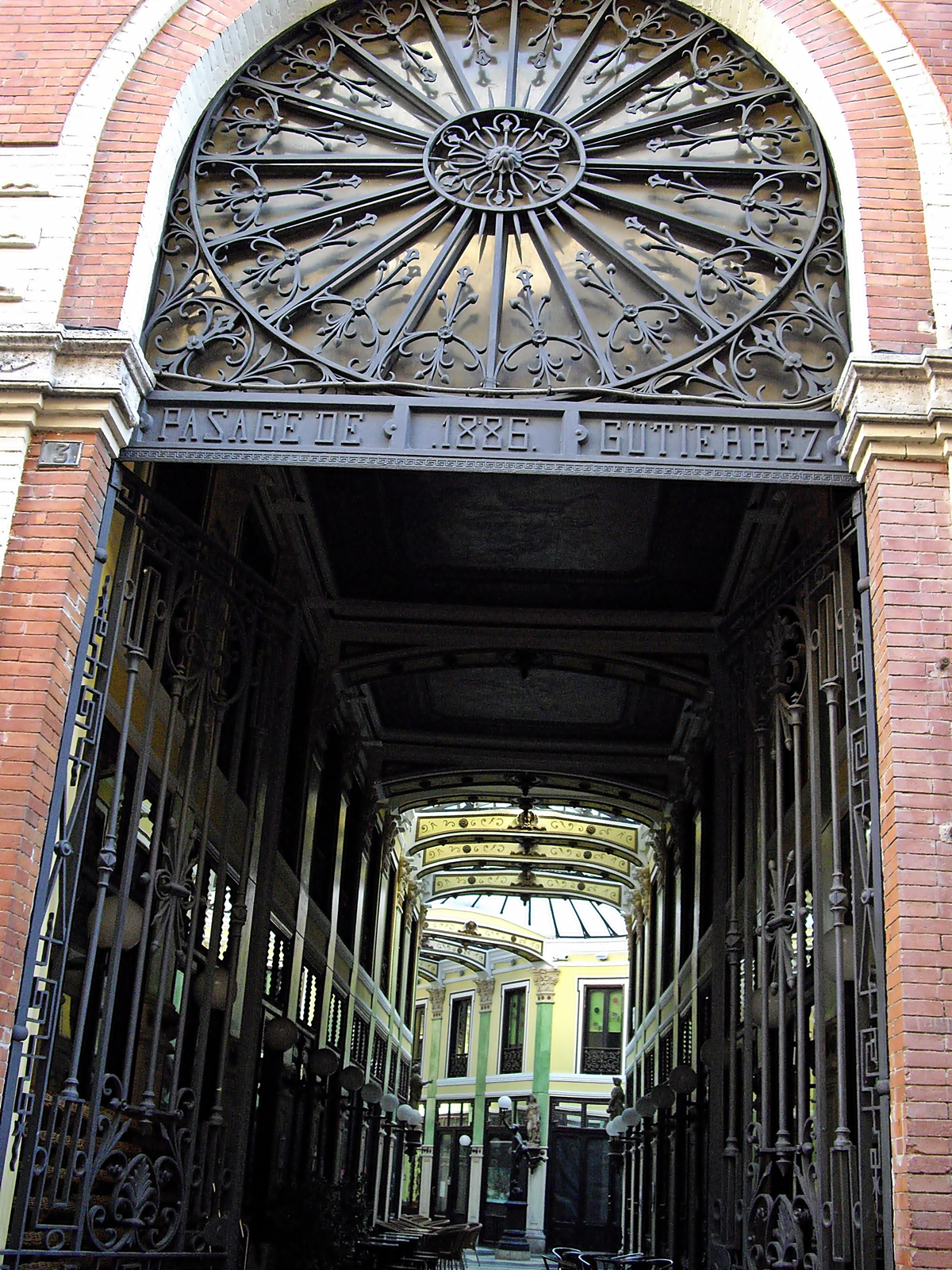
Entrada por la calle Castelar.

Se construyó a instancias de Eusebio Gutiérrez, quien encargó en 1886 al arquitecto Jerónimo Ortiz de Urbina, autor del colegio San José de Valladolid, el proyecto de una galería comercial que comunicase las zonas de la Catedral y la Plaza Mayor, zonas que en la segunda mitad del siglo XIX conocían un rápido progreso económico. Este dinamismo había impulsado la creación de cafés, tertulias, casinos, como, por ejemplo, el Círculo de Recreo, y zonas burguesas como la Acera de Recoletos.
El proyecto de Ortiz de Urbina tomó como modelo las galerías comerciales que ya habían aparecido en Francia, Italia y Alemania. Es un ejemplo de la arquitectura beaux-artiana en la que se combinan los órdenes clásicos con las nuevas tecnologías de entonces, como eran la cubierta de hierro y teja de vidrio y la iluminación a gas que se observa en los brazos de los globos de luz, que son originales. En el balconcillo con el reloj situado a la salida hacia la calle Fray Luis de León tocó un cuarteto de cuerda el día de la inauguración del edificio.

## Diseño y decoración

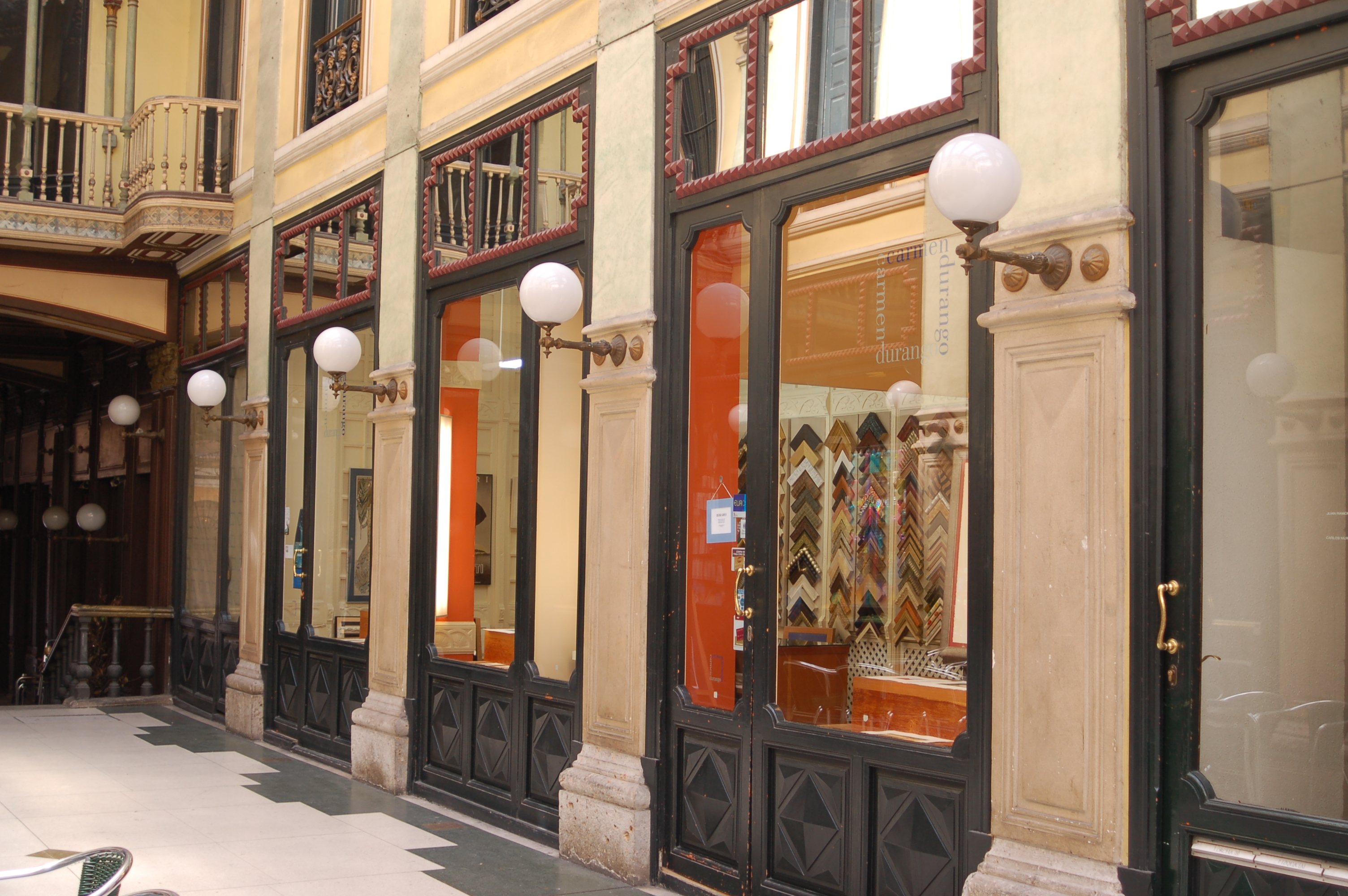
Comercios dentro del pasaje.

Las fachadas exteriores están construidas en ladrillo y presentan antepechos de hierro forjado en los balcones. Las puertas de ingreso son de rejería y llevan la inscripción de las fechas de su construcción y del nombre de la galería: 1885-86 Pasaje Gutiérrez
La galería se desarrolla en dos tramos, enlazados por una rotonda bajo una gran cúpula de cristal que cobija una escultura que imita el renacentista Mercurio de Juan de Bolonia como representación del dios del comercio. La rica decoración pictórica y escultórica, con alegorías de las estaciones y el comercio, enmascara la pobreza de los materiales empleados, que ha hecho necesaria la restauración para recuperar su esplendor. Las cubiertas forman un sistema independiente del resto del pasaje. La estructura de los soportes es de madera salvo en la cubierta de la rotonda central. Los techos se adornan con buenas pinturas de Salvador Seijas, representando temas mitológicos y alegóricos, y ornamentación de estucos y motivos vegetales. 
La idea de este pasaje era crear una elegante zona comercial destinada a la alta y media burguesía vallisoletana que pudiera ofrecerles productos llegados de Europa. El pasaje dejó de funcionar y dar dinero escasos años después de su inauguración y quedó sumido en el abandono. Tras su restauración a finales del siglo XX, realizada parcialmente por los arquitectos Javier López de Uribe y Fernando Zaparaín, su actividad comercial resucitó, surgiendo varios comercios instalados en los locales de su interior.